# Dino Rossi
Dino Rossi (Livorno, 16 luglio 1920 – Firenze, 25 novembre 2008) è stato un ciclista su strada italiano.

## Carriera
Livornese, dopo gli anni da dilettante interrotti dalla guerra, diventò professionista a ventotto anni, nel settembre 1948, e all'esordio fu sesto al Gran Premio Ursus, gara di trecento chilometri. Nel 1949 vinse tre prove, una tappa e la classifica finale del Giro di Sicilia e il Giro dell'Appennino, inoltre giunse quinto al Giro dell'Emilia, sesto al Giro del Lazio Corosport e settimo al Giro di Toscana, mettendosi in luce anche al Giro d'Italia con una serie di piazzamenti in alcune tappe e il trentunesimo posto finale.
Nel 1950 ottenne una vittoria e disputò un buon Giro d'Italia, giungendo ancora una volta trentunesimo, con altri buoni piazzamenti. Il 1951 lo vide arrivare diciannovesimo al Giro d'Italia; in stagione fu anche alla partenza del Giro di Svizzera, dove per diversi giorni vestì la maglia di leader e arrivò alla fine all'ottavo posto. Fu infine importante alleato per l'amico Primo Volpi per la conquista del Giro di Catalogna 1951, dove tuttavia, durante la decima tappa, fu investito da una macchina assieme al ciclista spagnolo Emilio Martí, che morì nell'incidente. Uscito dal tragico incidente con fratture al femore e alla clavicola, non si riprese dalle ferite e si ritirò dall'attività nel 1953.

## Palmarès
- 1946 (dilettanti)

Livorno-Volterra-Livorno
- 1948 (Cimatti, una vittoria)

Giro delle due Province-Marciana di Cascina
- 1949 (Cimatti, tre vittorie)

Giro dell'Appennino
6ª tappa Giro di Sicilia (Sciacca > Marsala)
Classifica generale Giro di Sicilia
- 1950 (Cimatti, una vittoria)

Giro delle due Provincie-Marciana di Cascina
- 1951 (Guerra, una vittoria)

7ª tappa Tour du Maroc

## Piazzamenti

### Grandi Giri
- Giro d'Italia

1949: 31º
1950: 31º
1951: 19º

### Classiche monumento
- Milano-Sanremo

1949: 66º
1950: 86º
1951: 75º
- Giro di Lombardia

1949: 42º
1950: 67º